# Fausto Rossi
Fausto Rossi, né le 3 décembre 1990 à Turin en Italie, est un footballeur italien qui évolue au poste de milieu central, milieu défensif ou de milieu gauche à l'AC Reggiana 1919.

## Carrière de joueur

### En club

#### Premières années
Né à Turin, Rossi a rejoint l'Académie de Juventus en 1999 , à l'âge de 8 ans. Après avoir progressé dans l'établissement, Rossi rejoint le championnat de Primavera (moins de 20 ans) en 2008 et commence également à gagner de l'importance aux yeux de Claudio Ranieri au cours de la saison 2008-2009 de Serie A. Avec la Juventus des moins de 20 ans, il remporte 2 fois le Tournoi de Viareggio en 2009 et 2010.

#### Juventus
Au cours de son passage à la Juventus, Fausto Rossi n'a disputé aucune rencontre. 

#### Vicence
Le 30 juin 2010, afin d'acquérir de l'expérience, Fausto Rossi est prêté à Vicence Calcio, club de Serie B sur un accord de copropriété de 500 000 €. Dans la même négociation, la Juventus signe un contrat avec Niko Bianconi, de Vicence, également sur un accord de copropriété d'une valeur de 500 000 €. 
Pour sa première saison avec son nouveau club et en tant que professionnel, Rossi joue 16 matches de championnat, et, finalement, il reste au club pour la saison 2011-2012 de Serie B. Cependant, le 30 janvier 2012, il est entièrement ré-acheté par la Juventus pour 1,7 M€.

#### Brescia
Après son retour à la Juventus, Rossi est immédiatement prêté au Brescia Calcio. Au cours de la deuxième moitié de saison, il marque 3 buts en 12 apparitions avec le club lombard. 
Le prêt de Fausto Rossi avec Brescia est renouvelée le 31 juillet 2012. Rossi est resté un personnage clé lors de la 7e place de Brescia dans la saison 2012-2013 de la Série B. Il voit finalement son club perdre face à Livourne en demi-finales des play-offs. Le 30 juin 2013, Fausto Rossi revient à la Juventus après une saison à Brescia.

#### Valladolid
Le 28 août 2013, il est prêté avec option d'achat au Real Valladolid.
Le 16 septembre 2013, l'espoir italien joue son premier match avec le Real Valladolid face au Elche CF. Débutant sur le banc, il rentra en fin de match à la place de Omar Ramos. La rencontre se terminera sur un score nul de 0-0. 
Le 21 septembre 2013, Fausto Rossi est titulaire face à l'Atlético Madrid. Le jeune italien prendra un carton jaune dans cette rencontre. Finalement, Valladolid s'inclinera 0-2 face au Colchoneros.

### En sélection
En 2006, Rossi est sélectionné pour la première fois en équipe nationale afin de représenter son pays en équipe U17. Il fera deux apparitions avec les moins de 17 ans. Entre 2008 et 2009, il apparaît trois fois avec l'équipe des moins de 20 ans. 
Fausto Rossi devient en parallèle un habitué de l'équipe espoirs, avec plus de 20 matchs joués et 1 but à son actif. En 2011, il est appelé à représenter l'Italie au Tournoi de Toulon 2011. Le 1er juin 2011, il fait ses débuts face à la Côte d'Ivoire lors d'une victoire 2-0. Rossi faisait partie de la liste des Azzurrinis qui a terminé 2e du championnat d'Europe espoirs 2013, où il était associé à Marco Verratti au milieu de terrain. Malheureusement, les espoirs italiens s'inclinent en finale 2-4 face à l'Espagne.

### Palmarès

#### En sélection
Italie espoirs 
- Championnat d'Europe espoirs 
  -  Finaliste  :  2013